# Rudolf von Buttlar
Rudolf Georg Walrab von Buttlar, ab 1813  Freiherr von Buttlar, (auch Rudolph, * 23. März 1802 in Kassel; † 3. Januar 1875 auf Schloss Elberberg) war ein deutscher Forstwirt, Erfinder und Politiker. Er entstammte dem hessischen Uradelsgeschlecht derer von Buttlar.

## Familie
Seine Eltern waren Georg Ernst Victor von Buttlar (1763–1811), Hessen-Kasselischer, ab 1807 kgl. Westphälischer Generalpostmeister, Kammerherr und Gerichts-Assessor, und dessen zweite Ehefrau Marianne Eugenie Therese geb. Reichsgräfin von der Schulenburg (1771–1806). Seine Schwester  Konstanze (1803–1829, war mit Ludwig von der Asseburg) verheiratet. Sein Bruder Julius (1805–1855) war Landrat in Fritzlar.
Er heiratete am 13. April 1826 in Marburg seine Cousine Luise von Buttlar zu Elberberg (1805–1882), Tochter des kurhessischen Landjägermeisters Gottlob Friedrich Wilhelm von Buttlar (1769–1849) und dessen Frau Julie Karoline Sophie von und zu Gilsa (1782–1860). Der Ehe entsprangen sechs Söhne und vier Töchter, von denen fünf Söhne und drei Töchter das Kindesalter überlebten. Der Sohn Rudolf von Buttlar-Elberberg war Autor und Genealoge.

## Leben
Buttlar studierte zunächst an der Bergakademie Freiberg, anschließend an der Georg-August-Universität Göttingen. Nach dem Abschluss seines Studiums übernahm Buttlar den zum überwiegenden Teil aus Wäldern bestehenden Familienbesitz im Elberberger und Ziegenhagener Forstrevier in Nordhessen. Er war als konservativer Abgeordneter der Ritterschaft für den Diemelstrom von 1833 bis 1848 Mitglied der kurhessischen Ständeversammlung, und 1851 vertrat er Kurhessen bei der Ministerkonferenz in Dresden.
Als Senior des Hauses Buttlar zu Elberberg verwaltete er den Familienbesitz in Nordhessen, insbesondere das Schloss und Gut Elberberg und das Schloss und Gut Riede. In Elberberg (heute Elbenberg) ließ er ab 1834 das heutige klassizistische Schloss nach seinen Plänen bauen.
Buttlar entwickelte ein neuartiges Pflanzverfahren von Baumsetzlingen, das rasch in Fachkreisen akzeptiert wurde, sich schnell verbreitete und in die forstwirtschaftliche Standardliteratur einging. Bei diesem Verfahren setzte er 1- bis 3-jährige Setzlinge mit entblößten, ausgeschlämmten Wurzeln mit einem eisernen, von ihm erfundenen Werkzeug in kegelförmige Löcher. Mit dieser Methode pflanzte er mehr als fünf Millionen Setzlinge in seinen Wäldern. In seiner 1853 erschienenen Schrift Forstkultur-Verfahren in seiner Anwendung für den Hoch-Mischwald und seine Folgen sprach er sich für eine künstliche Waldverjüngung sowie für den Hoch-Mischwald aus.

## Werke (Auswahl)
- Forstkultur-Verfahren in seiner Anwendung für den Hoch-Mischwald und seinen Folgen zu der Forstwirthschaft für Waldbesitzer und Forstmänner. Luckhardt, Cassel 1853. (PDF bei google)